# Envergure

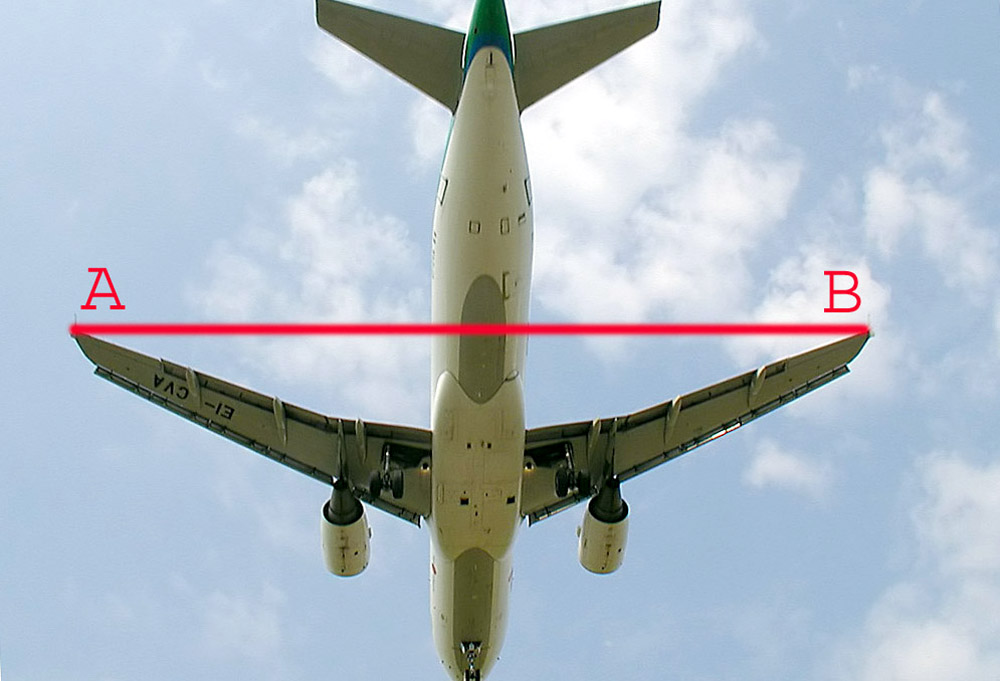
L'envergure de cet Airbus A320 correspond à la distance entre les points A et B.

L'envergure est la distance entre les extrémités des ailes. Le terme est utilisé pour les vertébrés volants, c'est-à-dire les ptérosaures, les oiseaux, les chiroptères, ainsi que pour des appareils volants, c'est-à-dire les avions (ou les planeurs).
- Allongement. Un avion (ou un oiseau) ayant des ailes longues et étroites, c'est-à-dire un grand allongement a une meilleure finesse parce qu'il a une traînée induite moins importante. Les tourbillons marginaux qui se forment aux extrémités de l'aile sont moins importants que sur un avion ayant moins d'allongement (ayant une corde à emplanture plus longue).
- Maniabilité. Les avions ayant de longues ailes par rapport à leur fuselage ont une plus grande inertie en roulis et ne peuvent pas s'incliner aussi rapidement qu'un avion ayant des ailes plus courtes. (Voir aussi vol (animal)).

Les avions de chasse et de loisir (voltige aérienne) ont généralement des ailes courtes pour gagner du poids et pour être plus manœuvrables, alors que les bombardiers, les avions de ligne et les planeurs ont des ailes plus allongées.

## Vertébré volant

### Ptérosaure

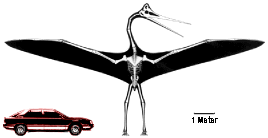
Quetzalcoatlus northropi, un des plus grands animaux volants qui aient jamais existé sur terre

Les ptérosaures, des reptiles volants, sont les premiers vertébrés à avoir conquis les airs. 
Grande envergure
1. Quetzalcoatlus northropi 7–13 m[1],[2].
2. Ornithocheirus, appelé aussi Tropeognathus 6–12 m[3].
3. Arambourgiania philadelphiae 10–11 m[4].
4. Hatzegopteryx thambema 10–11 m[5] ; ou 12 mètres[6].

Petite envergure
Le plus petit ptérosaure connu est Nemicolopterus avec une envergure d'environ 25 cm. Cependant, le spécimen trouvé peut être un juvénile.

### Oiseau

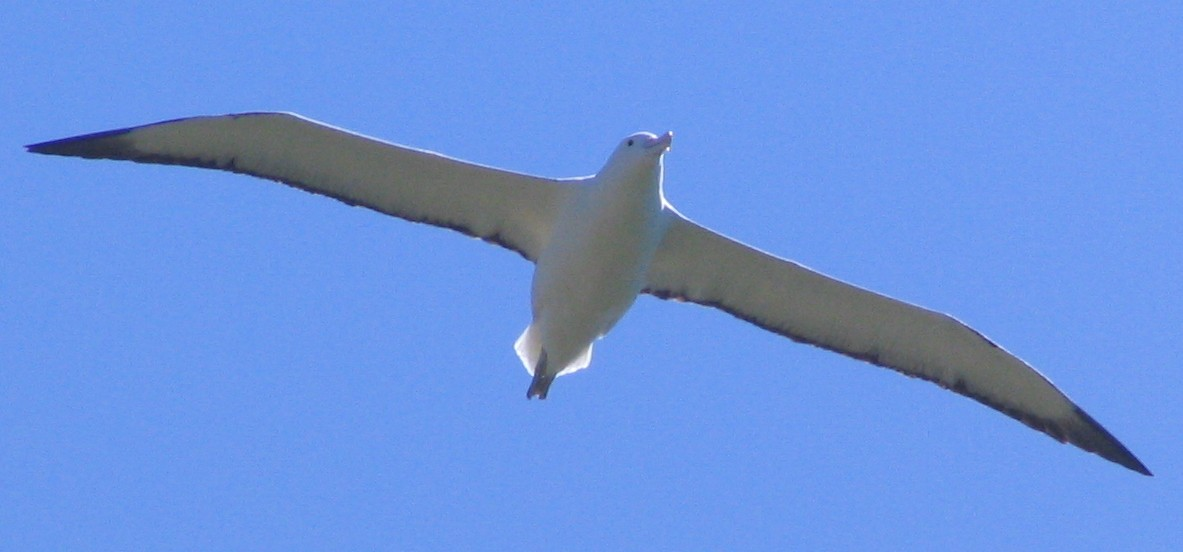
Albatros de Sanford

Pour mesurer l'envergure d'un oiseau, il faut le capturer, le placer à plat sur le dos, et on mesure la distance entre les deux plumes primaires des ailes. Il est pour cela préférable que l'oiseau soit mort puisque cette manipulation peut être dangereuse pour lui.
Grande envergure
- L'albatros hurleur : 3,70 m

Petite envergure
- oiseaux-mouches : environ 10 cm (il existe plus de 300 espèces d'oiseaux-mouches, ayant de 8 à 15 cm d'envergure)

### Chiroptère
Grande envergure

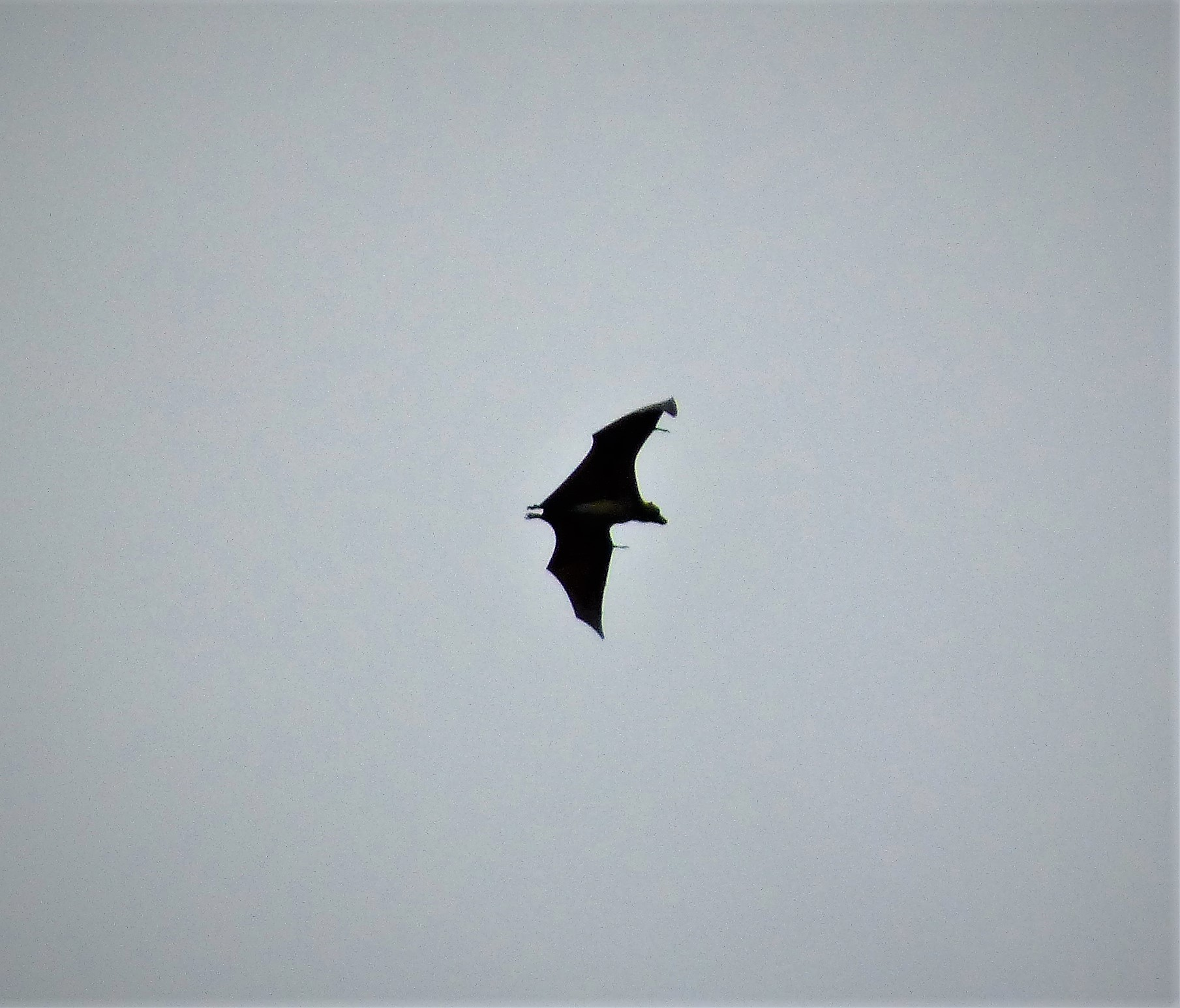
Pteropus vampyrus

- Pteropus vampyrus : 1,7 m ; communément appelé « renard volant », en raison de son museau allongé, ce mégachiroptère est la plus grande chauve-souris au monde[8].

Petite envergure
- Craseonycteris  thonglongyai : 10 cm[9] ; également appelée chauve-souris bourdon, c'est un des plus petits mammifères au monde (2 grammes et 3 cm de long)[10]

## Liens externes

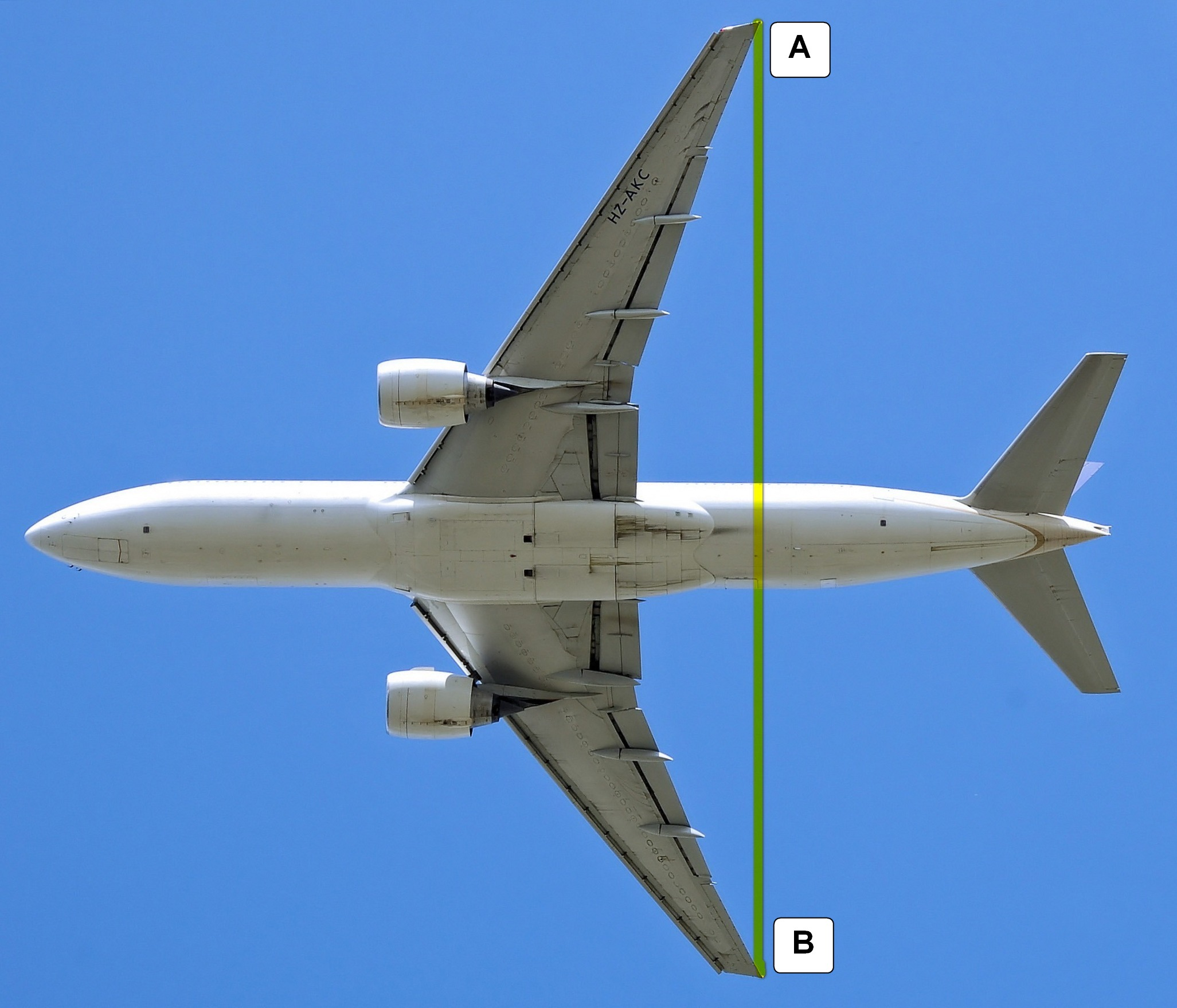

## Appareil volant

### Planeur
Grande envergure
- ASH-25 : 26 m
- ETA : 30,90 m

Envergure standard
- Discus : 15 m

### Avion civil
Grande envergure
- Hughes H-4 Hercules : 97,54 m
- An-225 : 88,40 m
- Airbus A380 : 79,8 m

Petite envergure
- Cri-Cri : 4,90 m (petit monoplace)
- Robin DR-400 : 8,72 m

### Avion militaire
Grande envergure
- B-52 : 56,39 m

Petite envergure
- X-43 : 1,5 m